# 片山三郎

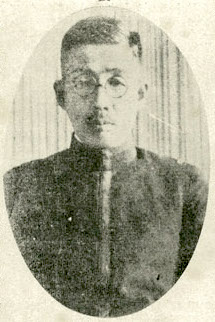
片山三郎

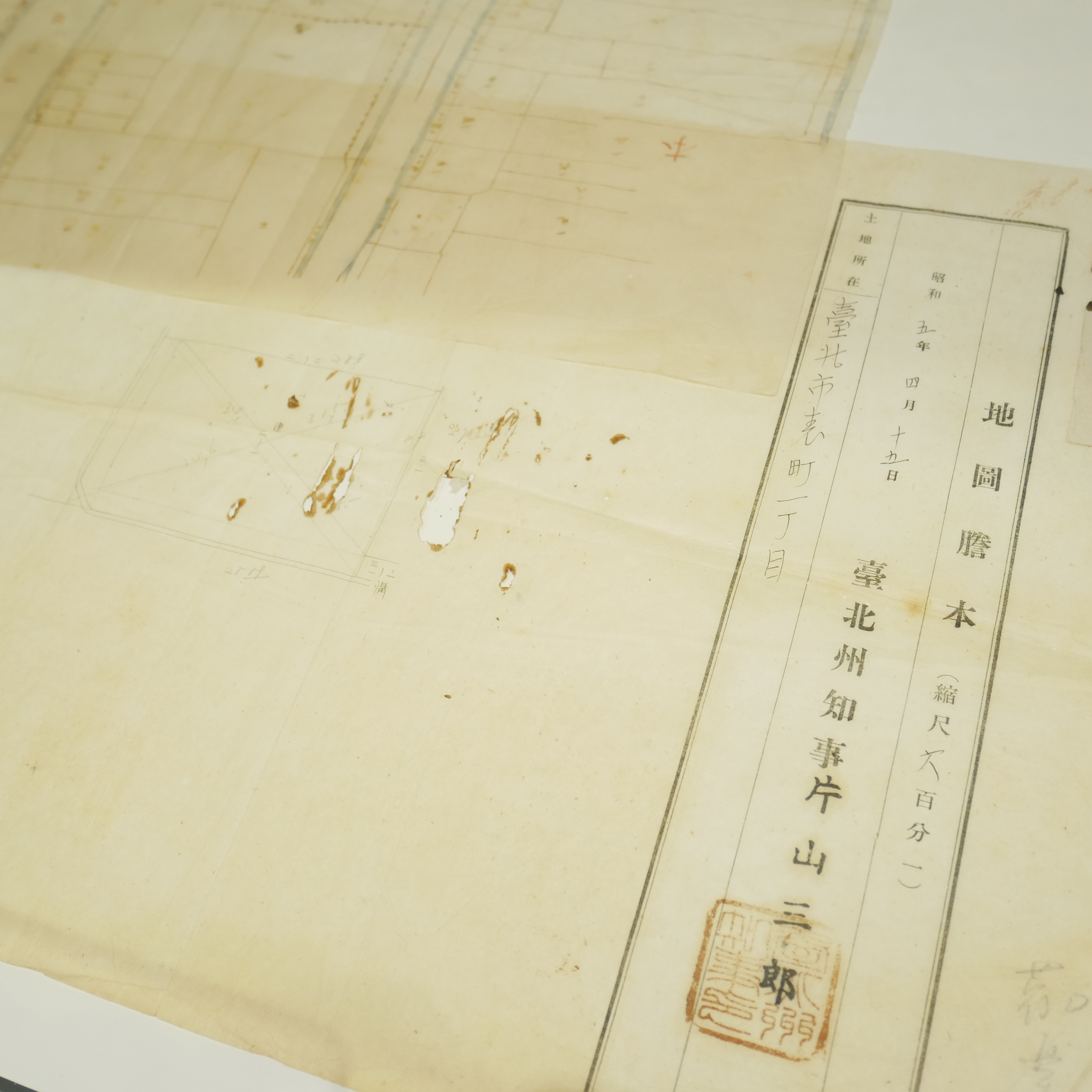
臺北州知事片山三郎署名的日本勸業銀行臺北支店土地臺帳謄本與地圖謄本，昭和五年（1930年）4月15日（國立臺灣博物館土銀展示館藏）

片山 三郎（日语：／ Katayama Saburō，1879年6月9日—？），日本京都府人，殖產局長、臺南州知事、臺北州知事。

## 生平
明治十二年（1879年）6月9日生於京都府。三十四年（1901年）畢業於東京專門學校，同年判事檢事登用試驗合格。試補司法官，歷任大阪區裁判所檢事、大阪地方裁判所檢事。四十年（1907年）轉任山林事務官，歷任高知大林區署長、水產講習所教授、農商務書記官兼事務官、農商務省水產局魚政課長。大正十三年（1924年）12月23日轉任臺灣總督府殖產局長，昭和二年（1927年）7月27日改任臺南州知事，四年再改任臺北州知事。
昭和六年（1931年）5月8日辭職後轉任律師。同時擔任大日本水產會理事、共立水產工業株式會社董事、帝國水產會顧問、林兼商店（大洋捕鯨株式会社）顧問。